# ディープ・スロート (性行為)

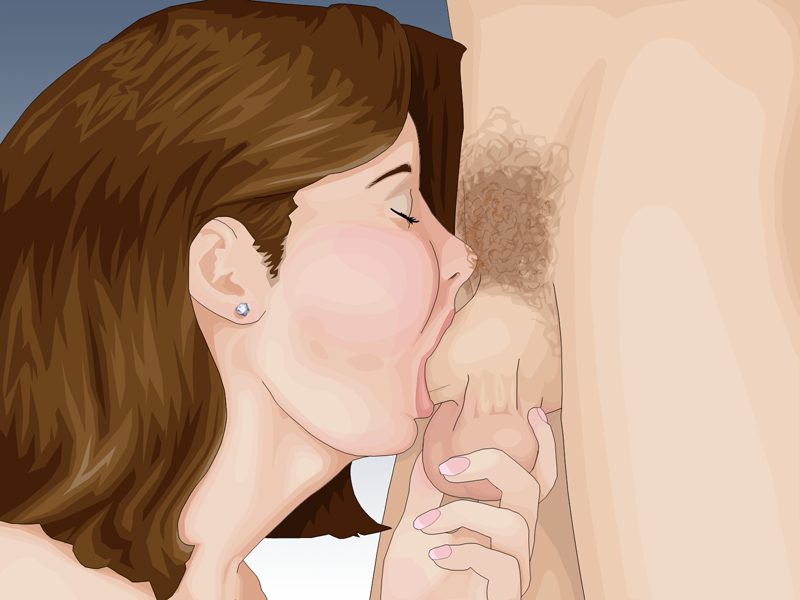
ディープ・スロート

ディープ・スロート (Deep Throat) は、 自ら主導して陰茎を喉まで咥えるSM性技である。

## 概説
自らの意志で、相手の陰茎の基部までを、口腔から咽頭へ掛けて咥え込む性技である。亀頭で刺激された咽頭から多量に分泌される高粘度の唾液は潤滑を奏する。咥えられる側が主導して陰茎を喉奥まで押し込む性技は、イラマチオである。イラマチオやディープスロートは、咥える者が苦痛を得るためにSM行為とされる。
オーラルセックスは亀頭を中心に陰茎を舐めたり咥えるフェラチオを用い、イラマチオやディープスロートは扱わない。

## 語源
1972年に公開されたアメリカ合衆国のポルノ映画『ディープ・スロート』。

## 危険性
男性器と口腔内それぞれの粘膜が強く擦過するため、性行為感染症の恐れが高まる。咽頭の深部まで過剰に挿入すると粘膜に擦過傷が生じ、ヒト免疫不全ウイルス (HIV) 感染の可能性が高まる。口蓋を大きく開けて酷使するため顎関節症などの危険性が高い。